# IU
Lee Ji-eun (în coreeană: 이지은; Hanja: 李 知恩; n. 16 mai 1993, Songjeong-dong⁠(d), Gyeonggi-do, Coreea de Sud), cunoscută profesional sub numele de IU (în coreeană: 아이유), este o cântăreță, compozitoare și actriță sud-coreeană.
A semnat cu Kakao M (fost LOEN Entertainment, acum Kakao Entertainment) în 2007 ca trainee și a debutat ca si cântăreață la vârsta de cincisprezece ani cu primul ei mini album Lost and Found. Albumele sale  următoare, Growing Up și IU ... IM, au adus succes de masă. După lansarea „Good Day” (coreeană: 좋은 날), single-ul principal al albumului ei din 2010 Real, i-a adus faima la nivel național. „Good Day” a petrecut cinci săptămâni consecutive în poziția de top a Gaon Digital Chart din Coreea de Sud, iar în 2019, a fost clasat pe locul întâi pe lista „100 Greatest K-Pop Songs of the 2010s” a Billboard.
Odată cu succesul albumelor sale din 2011, Real + și Last Fantasy, IU a ajuns un nume important pe scena topurilor muzicale din țara sa natală și și-a consolidat imaginea ca „sora mai mică” a Coreei de Sud. De asemenea, în 2011 a inceput sa coumpuna piese ( „Hold My Hand”, care a fost scrisă pentru serialul de televiziune The Greatest Love). Al treilea album al cantaretei IU, Modern Times (2013), a prezentat un stil mai matur care a marcat o abatere de la imaginea ei anterioară, cu mai multe piese care au atins primele 10 poziții pe Gaon Digital Chart. În timp ce lansările sale ulterioare, inclusiv albumele A Flower Bookmark, Chat-Shire și Palette, au continuat să devieze de la stilul adesea intalnit in K-pop, piesele sale și-a păstrat poziția dominantă în topurile muzicale. Chat-Shire a marcat pentru prima dată faptul ca este creditată ca singurul lirician și compozitoar a propriului album. 
IU a lansat un total de cinci albume de studio și nouă extended plays în cariera ei, avand pana la momentul actual (aprilie 2021) trei albume numărul unu și douăzeci și cinci de single-uri numărul unu în topurile Gaon Music Charts. Printre artistii solo K-pop a caror muzica are printre cele mai multe vanzari, dintr-o industrie  dominată de grupuri, este inclusă pe lista anuală a revistei Forbes Korea Power Celebrity din 2012 și a atins  locul trei în acel an. Billboard a recunoscut-o pe IU drept liderul din toate timpurile în topul Korea K-Pop Hot 100 cu cele mai multe melodii numărul unu și artistul care a ocupat poziția numărul 1 pentru cele mai multe săptămâni. Potrivit unui sondaj Gallup Korea, ea a fost cel mai popular idol și artist în rândul sud-coreenilor în 2017. 
În afară de cariera sa muzicală, IU a gazduit emisiuni de radio și televiziune, a primit și roluri in filme si seriale. După rolul ei secundar în drama pentru adolescenți Dream High și aparițiile minore în mai multe seriale de televiziune, a jucat în You're the Best, Lee Soon-shin, Pretty Man, The Producers, Moon Lovers: Scarlet Heart Ryeo - rol principal, My Mister - rol principal, Persona - rol principal și Hotel del Luna - rol principal.